# LG G2
LG G2 – smartfon firmy LG z czterordzeniowym procesorem zaprezentowany 12 września 2013 roku.
Telefon został wydany w wielu różnych wersjach które nieznacznie różnią się od siebie (w zależności od kraju). Na przykład w wersji południowokoreańskiej istnieje możliwość wyjmowania baterii. Bateria różni się też pojemnością (która wynosi 2610 mAh).

## Specyfikacja techniczna

### Wyświetlacz
LG G2 posiada ekran o przekątnej 5,2 cala o rozdzielczości Full HD, co daje zagęszczenie 424 piksela na jeden cal wyświetlacza.

### Aparat fotograficzny
Aparat znajdujący się w telefonie ma 13 Mpix. Przednia kamera ma rozdzielczość 2,1 Mpix.

### Komunikacja
SMS, MMS, IM, Email

### Akumulator
Akumulator ma pojemność 3000 mAh. Po raz pierwszy zastosowano tu baterię o nieregularnym kształcie, mającą szczelnie wypełnić każdą wolną przestrzeń w obudowie. Dzięki temu, udało się połączyć sporą pojemność z rozsądnymi wymiarami. Na jednym ładowaniu baterii (po aktualizacji telefonu do 4.4.2 Kit Kat) można prowadzić nieprzerwane rozmowy przez 25,15 godzin. Czas przeglądania stron internetowych wynosi 11,42 godzin, czas oglądanie filmów wynosi 11,51 godzin. Natomiast przy 1 godzinie rozmów, 1 godzinie oglądania filmów i 1 godzinie przeglądania stron internetowych bateria wytrzymuje 81 godzin.

### Pamięć
W zależności od wersji, telefon ma fabrycznie wbudowaną pamięć o pojemności 16 GB lub 32 GB. Pamięć można rozszerzyć kartami microSD do 64 GB (wersja europejska nie posiada slotu kart microSD).

### Złącza
W telefonie znajduje się złącze micro USB, które jest połączone z HDMI slim port, wejście słuchawkowe, czytnik kart micro SIM oraz czytnik kart microSD (w wersji koreańskiej).

### Podzespoły
Telefon jest wyposażony w czterordzeniowy procesor Krait o taktowaniu 2,26 GHz, 2 GB RAM-u i układ graficzny Adreno 330.

## Wygląd
Na przedniej części znajduje się wyświetlacz. Z tyłu znajdują się trzy przyciski fizyczne oraz obiektyw aparatu.

## Oprogramowanie
LG G2 jest wyposażony w system Android 4.2.2 „Jelly Bean” z możliwością aktualizacji do 5.0.2 „Lolipop”.